# تداخل الموجات

تداخل الأمواج مع بعضها البعض

التداخل أو التراكب ظاهرة فيزيائية تحدث بين الموجات المقترنة. فيحدث بين هذه الموجات تراكب أو تداخل نتيجة صدورهما من مصدر واحد أو تقاربهما في قيمة التردد. ويكون هذا التداخل إما تداخل هدام أي أن الإشارة الأولى تدمر الأخرى وتوهنها ويكون ذلك حين تكون إزاحة الطور 180 درجة، فحينها تكون الموجة المشكلة صفرية المطال. ويمكن أن يكون تداخلا بناء ، أي أن تعزز الواحدة الأخرى ويشكلان موجة ثالثة مضاعفة المطال ويكون ذلك عندما يكون للموجتين نفس طور الموجة.
و القانون الذي يحدد مقدمة الموجة الناتجة ينص على أن قيمة الموجة الناتجة عند نقطة معينة يساوي الجمع المتجهي لقيم كل الموجات عند نفس النقطة.

## التداخل البناء والتداخل الهدام

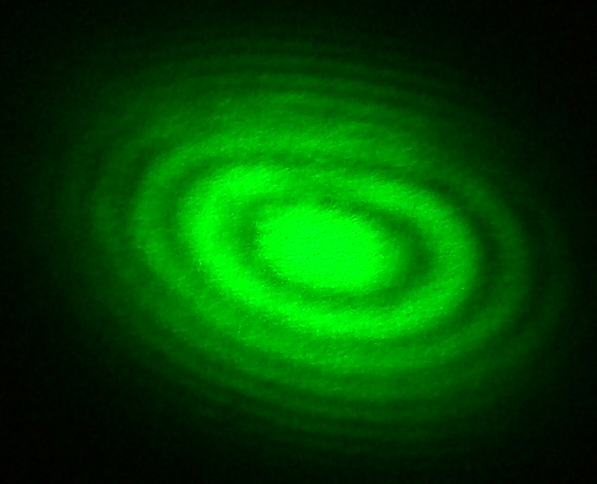
الحيوز الناصعة هي نتيجة التداخل البناء، والحيوز الغامقة تمثل التداخل الهدام.

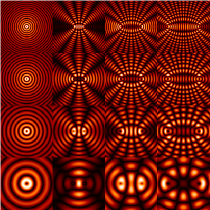
16 صورة لتداخل موجات دائرية. التغير من أسفل إلى أعلى تبعا للقصر المتزايد لطول الموجتين، والتغير من اليسار إلى اليمين تبعا لزيادة البعد بين مصدري الموجتين.

نعتبر موجتين متوافقتي الطور ولهما المطال A1 وA2. هاتان الموجتان تتداخلا ويكوّنا موجة يبلغ مطالها: : A = A1 + A2 ويعرف ذلك بالتداخل البناء وتتقابل فيه قمة من إحدى الموجتين مع قمة من الموجة الأخرى ويكون فرق المسير بين الموجتين المتداخلتين يساوي عدد صحيح من الاطوال الموجية.
أما إذا كان فارق الطور بين الموجتين 180° (أي أن طور الموجة الأولى عكس طور الموجة الثانية)، فعند تداخلهما تمحي الواحدة الأخرى. ويصبح مطال الموجة الناتجة: : | A = |A1 − A2.
فإذا كان: : A1 = A2 ينتج عن ذلك: مطال كلي = 0، وهذا هو التداخل الهدام  وتتقابل فيه قمة من إحدى الموجتين مع قاع من الموجة الأخرى ويكون فرق المسير بين الموجتين
=عدد صحيح فردي مضروب في نصف الأطوال الموجية.
عندما تتداخل موجتان جيبيتان، يعتمد شكل الموجة الناتجة على التردد (أي طول الموجة) والمطال، وفارق الطور بين الموجتين. فإذا تساوى مطال الموجتين A وتساوي طول موجة كل منهما، نتج عنهما موجة ذات مطال بين 0 و 2A، ويعتمد ذلك على كون الموجتين متوافقتين في الطور أو غير متوافقتين (أنظر الشكل).
| محصلة الموجتين |                             |                        |
| wave 1         |                             |                        |
| wave 2         |                             |                        |
|                | فرق الطور بين الموجتين 180° | موجتان متوافقتان الطور |

## اقرأ أيضا
- موجة راكدة
- هوائي مقياس التداخل الليزري الفضائي
- قياس التداخل
- عدد ستريل
- جهاز تداخل صفري
- مقياس ميكلسون للتداخل
- مرصد ليغو
- حيود براج
- حيود النيوترونات
- نطاق الحراسة
- نمط مواريه